# Punta Barrow
Punta Barrow (in inglese Point Barrow), anche detta, in lingua inuit, Nuvuk, è un promontorio dell'Alaska che si affaccia sull'Oceano Artico, ubicato a nord-ovest di Barrow. Distante 1 122 miglia nautiche (2 078 km) dal Polo nord, è il punto più settentrionale degli Stati Uniti d'America.
La sua posizione è presa anche, come punto di riferimento geografico, per marcare la linea immaginaria che separa il Mare di Chukchi ad occidente e il Mare di Beaufort ad oriente.

## Storia
Avvistata la prima volta dall'esploratore e cartografo Frederick William Beechey nel 1825, deve il suo nome a Sir John Barrow, funzionario ed esploratore dell'Ammiragliato britannico.
Questa zona è divenuta famosa nel 1988, quando una famiglia di balene grigie rimase intrappolata sotto i ghiacci; tale notizia attirò l'attenzione di tutta l'America.

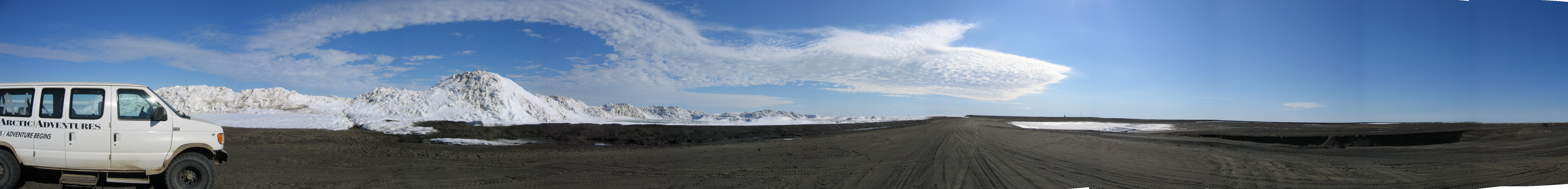
Panorama di Punta Barrow